# Văn hóa cần sa

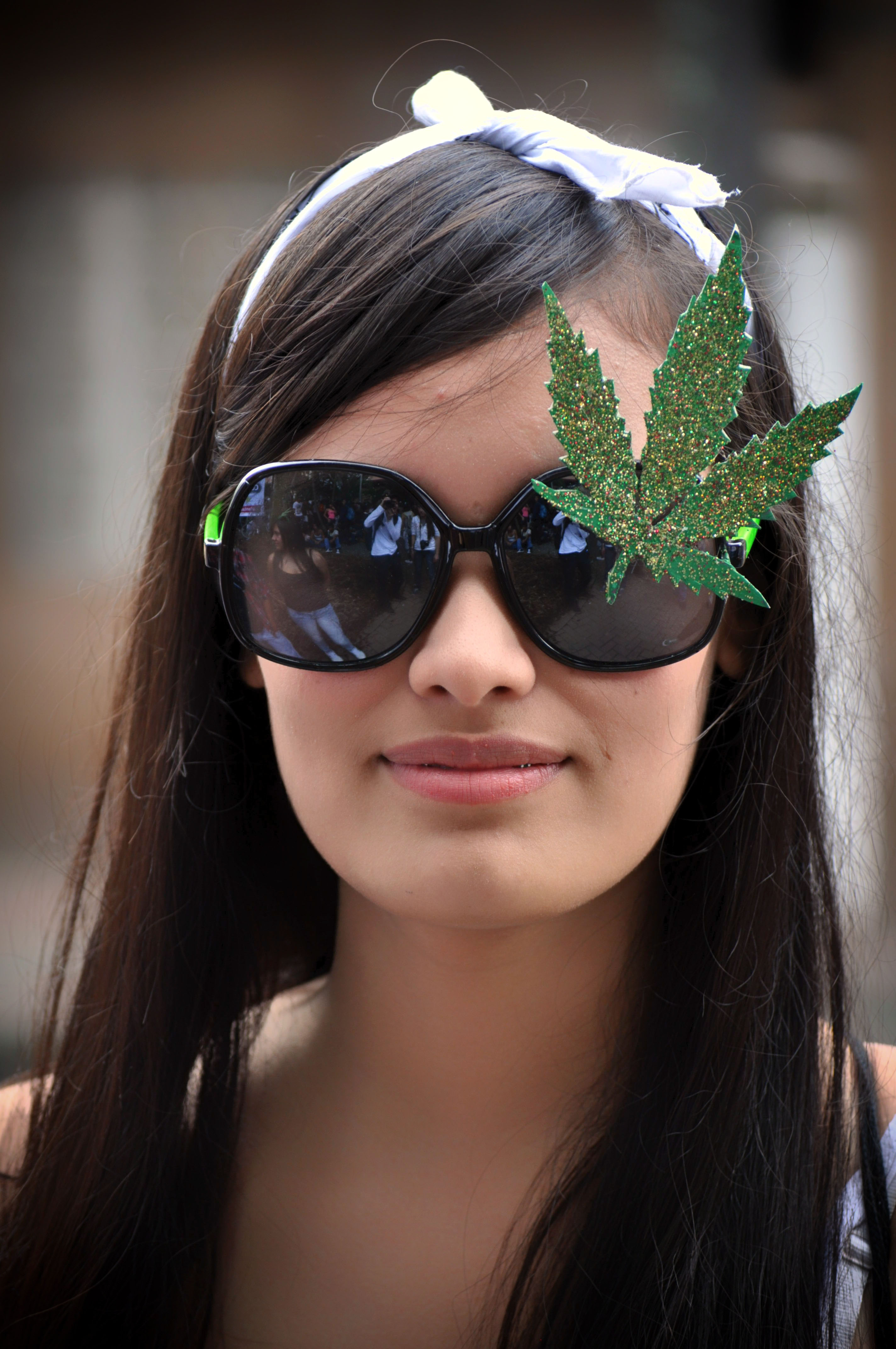
Một cô gái đeo kính đen gắn biểu tượng lá cần sa

Văn hóa cần sa (tiếng Anh: cannabis culture), bao gồm cả văn hóa hút cần, mô tả về môi trường xã hội hoặc là một loạt các hành vi xã hội có liên quan vốn phụ thuộc lớn vào việc tiêu thụ cần sa, cụ thể là gây ảo giác, tạo cảm giác hưng phấn (hay còn gọi là phê cần) và cho cả mục đích y tế.